# Doja Cat
Amalaratna Zandile Dlamini (Tarzana, 1995. október 21. –), művésznevén Doja Cat, Grammy-díjas amerikai énekes, rapper és dalszerző. Hírnevet a Say So című dallal szerzett, melynek népszerűsége vírusként terjedt a közösségi hálózatokon, majd később olyan zenei videók és dalok által nőtt népszerűsége, melyet a közösségi média alkalmazásaiban is, felhasználtak, mint például a TikTok.
Doja Cat Los Angelesben született, és nőtt fel, majd tinédzserként kezdett el zenével foglalkozni, melyeket feltöltött a SoundCloudra. 17 éves korában lemezszerződést írt alá az RCA Records lemezkiadóval, és a Kemosabe Records kiadóval is, majd megjelent EP albuma Purrr! címmel 2014-ben. 2018-ban megjelent debütáló albuma az Amala, melyet 2019-ben deluxe változatban is megjelentettek, mely tartalmazza a "Tia Tamera" és "Juicy" című dalokat. Második stúdióalbuma a Hot Pink 2019-ben jelent meg, mely elérte az amerikai Billboard 200-as albumlista Top 10-es helyezését is. Az album tartalmazza a "Say So" című dalt is, amely elérte az első helyet a Billboard Hot 100 listán és 2020 egyik legnagyobb slágere lett.
2021-ben megjelentette a Kiss Me More-t SZA közreműködésével. A dal óriási sikert aratott, Spotifyon már több mint 1 milliárd lejátszással rendelkezik. Ezt követte a "Planet Her" című harmadik stúdióalbuma, amely ezen kívül olyan slágereket tartalmaz, mint a The Weeknddel közös "You Right", a "Need to Know", a "Woman" és a "Get Into It (Yuh)" .

## Fiatalkora
Zenészcsalád gyermekeként az amerikai Los Angelesi Tanzanaban született. Anyja Deborah Elizabeth Sawyer zsidó-amerikai festő. Apja Dumisani Dlamini dél-afrikai színész, zeneszerző és filmproducer. Legismertebb műve a Sarafina! című film. Doja elmondta, hogy gyermekkorából hiányzott édesapja, és azt állította, soha nem találkozott vele. A The Fader című újságnak nyilatkozta: számára fura, hogy apja Instagram üzenetekben arról ír, mennyire büszke rá. Azonban apja tagadta ezeket az állításokat, és azt mondta, hogy normális kapcsolata van lányával.
Születése után Dlamini és édesanyja a New York-i Rye-be költözött, ahol öt évig éltek, majd édesanyja egyedülállóként visszatért lányával a Kaliforniai Oak Parkba, ahol gyakran sportolt. Korcsolyázott, és szörf táborokba járt. Ebben az időben balettozni tanult, és jazz órákat is vett. Anyja olyan zenéket játszott lányának, mint D'Angelo, Jamiroquai, Tupac Shakur, Earth, Wind & Fire, és Erykah Badu. 11 és fél éves korában visszaköltöztek Sherman Oaks-ba, Los Angelesbe, ahol Ashram-ban élt, és gyakorolta a hindu vallást. Ebben az időben breaktánc órákon is részt vett, majd csatlakozott egy csapathoz. Gyakran lógott az iskolából, és szabadidejét chatszobákban töltötte. Azt mondta a The Paper című újságnak, hogy a rövid és megszállott vallásossága kihatott rá a chatszobákban is, melyben 2019 decemberéig részt vett.

## Karrierje

### 2012 – 2017 Pályafutásának kezdete
Doja Cat 16 évesen kimaradt a középiskolából, és idejét a YouTube-ra saját zenéinek feltöltésével töltötte. Megtanulta a GarageBand használatát. Visszaemlékezéseiben arról mesél, hogy élete a középiskolai kimaradás során rendetlen, és rendezetlen volt. Az első néhány hónapban dalokat töltött fel a SoundCloudra, majd gyorsan le is szedte azokat onnan. 2012-ben feltöltötte a "So High" című dalát, melyen meghatódott, amikor látta, hogy 12 érdeklődőt vonzott. Művésznevét "Doja Cat" egyik macskájától, és kedvelt Marihuána törzséből kapta. "Mikor elkezdtem rappelni, azon gondolkoztam, hogyan hangzik a "Doja" szó egy lány nevének".
17 éves korában Doja Cat szerződést között az RCA lemezkiadóval, és Dr. Luke kiadójával is, a Kemosabe Records-szal 2014-ben. A lemezszerződést még 2013-ban aláírta, azonban az ügylet csak 2014-ben került véglegesítésre. Ugyanebben az évben megjelent debütáló EP-je a Purrr!, melyet a The Fader nevű lapnak nyilatkozva keleti befolyásolású R&B albumnak nevezte. A "So High" című dalt még az EP megjelenése előtt kiadták. A dalt az Empire című TV sorozat első szezonjának harmadik epizódjában is bemutatták. Doja folytatta zenéi kiadását a SoundCloudon, mely egyre nagyobb figyelmet kapott. 2015 közepén az OG Maco amerikai rapper a Twitteren bejelentette, hogy Doja Cat aláírta az ő égisze alá tartozó OGG lemezszerződést. A bejelentést követően a két művész együttműködött a Children of the Rage című 2017-es filmben. Ezek után az énekesnő több előadóval is együttműködött, többek között Elliphant-tal, és a SoundCloud rapperével Skoolie Escobarral, Pregnant Boy-jal, és frumherekkel.

### 2018 – 2019 Amala és a Mooo!
2018. február 1-én Doja Cat megjelentette promóciós kislemezét a "Roll with Us" címűt, mely felkerült a Spotify Global Viral 50 slágerlistára is. 2018. március 9-én megjelent a "Go to Town" című vezető kislemezt, melyhez ugyanazon a napon megjelent a klip is. Candy címmel az album második kislemeze 2018. március 23-án jelent meg, mely vírusként terjedt a TikTok videómegosztó platformon 2019 végén.  A dal ezáltal sikereket ért el, olyan országokban, mint Ausztrália, Kanada, és az Egyesült Államok, ahol 86. slágerlistás helyezést ért el a Billboard Hot 100-as listán. 2018. március 30-án jelent meg Doja debütáló stúdióalbuma az Amala, melyről három kislemezt is kimásoltak. Doja később azt állította, hogy az album produkciójának nagy része befolyás alatt áll. Az NPR az albumot manifesztumként írja le, ahol egy fiatal nő arra törekszik, hogy imázsát és szexualitását olyan műfajokkal keverje, mint a dancehall, a house, és az R&B. Az album dalainak nagy részét zenésztársa Yeti Beats készítette, aki szintén felügyelte az albumot. A kiadás idején az album nem kapott nagy figyelmet a kritikusok részéről, és ezáltal nem került be a heti legnépszerűbb 200 album közé. Doja Cat az albumot saját közösségi média platformján népszerűsítette, valamint az Amala Spring Tour és az Amala Fall Tour turné részeként 2018 és 2019 folyamán.
2018. augusztus 10-én Doja Cat feltöltötte "Mooo!" című saját készítésű zenei videóját a YouTube-ra. A dal újdonságként hatott abszurdista dalszövegekkel, melyben egy tehénről fantáziál. A videó olyan népszerű művészek figyelmét is felkeltette, mint Chance the Rapper, Katy Perry és Chris Brown. A zenei videó terjedését követően Doja megjelentette a "Mooo!" single változatát 2018. augusztus 31-én. 2019 februárjában megjelent a "Tia Tamera" videó Rico Nasty-val közösen, mely megelőzte az Amala deluxe kiadását. Az album újbóli megjelenése három új dalt tartalmazott, köztük a "Mooo!" és a "Juicy" című dalokat, melyet a Kemosable Records vezetője Dr. Luke készített. Ez utóbbi dal 2019 márciusától több mint 21 millió nézőt vonzott a YouTube-on.  A Juicy remixét 2019 augusztusában jelentették meg, melyben Tyga is közreműködött. A dal a 83. helyen debütált a Billboard Hot 100-as listán. Ez volt Doja első olyan dala, mely végül a 41. helyre került. A dal végül platina helyezést ért el az Egyesült Államokban. Ennek eredményeképpen az Amala című album felkerült a Billboard 200-as albumlistára is.

### 2019 – Hot Pink és az áttörés
2019. október 3-án Doja Cat megjelentette a "Bottom Bitch"-es mely középiskolás korában kiadott albumának vezető kislemezének nevezte. A dalt maga Doja készítette, melynek zenei alapjait a Blink-182 "What's My Age Again?" című dalából vette. 2019. október 24-én megjelent a "Rules" című dal, mely második Hot Pink című stúdióalbum kislemeze. A "Hot Pink" című album 2019. november 7-én jelent meg, és pozitív értékeléseket kapott. Az album a 9. helyezést érte el a Billboard 200-as albumlistán. Debütáló Amala című albuma szintén helyezés volt az amerikai Billboard 200-as albumlistán, ahol a 138. volt a "Hot Pink" megjelenésekor. 2019. december 15-én Doja közreműködött a "Boss Bitch" című dallal a Birds of Prey című film szuperhős filmben, mely 2020. január 23-án jelent meg. A dal 28 ország listájára került fel, köztük az Egyesült Államok, Kanada, Franciaország, Olaszország, Japán, és az Egyesült Királyság.
2020. január 28-án a Say So című dalt elküldték a rádióállomásoknak, így ez lett a Hot Pink album 4. kimásolt kislemeze. A dalt eredetileg az albummal együtt jelentették meg, ám a dal a videómegosztó portálon, a TikTokon óriási sikernek örvendett, így döntöttek a megjelenés mellett. Doja Cat a dalt 2020. február 26-án élőben is előadta a Jimmy Fallon The Tonight Show műsorában. A következő napon pedig megjelent a dalhoz tartozó klip is, Hannah Lux Davis rendezésében. A "Say So" solo verziója 5. helyezett lett a Hot 100-as listán, és Doja Cat első Top 10-es dalává vált. Ezidáig ez a dal az Egyesült Államok női előadójának legjobban közvetített dala 2020-ban.
2020. március 25-én Doja Cat elindította Hot Pink Tour című koncertkörútját, azonban a Covid19-pandémia miatt elhalasztották. A turné 15 állomásra terjedt ki Észak-Amerikában, beleértve a Coachella előadást is. 2020 májusában Doja Cat Nick Cannon-nak adott interjújában elmondta a Power 106 nevű rádióállomásnak, hogy kiad egy új kislemezt, valószínűleg "Niggas Ain't Shit" címmel, amely korábban kiszivárgott az Instagram oldalán. Továbbá azt is kijelentette, hogy a koronavírus járvány miatt saját filmfelvételeket készít.
2020 májusában megjelent a "Say So" remixe, melyben Nicki Minaj közreműködött. A dal a Billboard Hot 100-as lista élére került, és mindkét művész első számú dala lett. A remix az első közös női duett Iggy Azalea "Fancy" című dala óta, melyben Charli XCX is közreműködött, illetve ez az első olyan női rap dal együttműködés, mely csúcsra repítette a dalt.
2020. május 21-én Doja Cat közreműködött a kanadai The Weeknd "In Your Eyes" című dalában, mely negyedik "After  Hours" című stúdióalbumán szerepel. 2020. május 29-én Doja Cat szerepelt Lil Wayne "Shimmy" című dalában, mely a Funeral című album deluxe kiadásán szerepel. 2020. június 20-án Doja Cat közreműködött a "Pussy Talk" című City Girls által előadott dalban, mely második "City on Lock" című albumukon szerepel. Doját jelölték a "Legjobb női hip-hop előadó, és az év videoklipje" kategóriában a "Say So" című dal végett a 2020-as BET Awards díjkiosztón. Doja 100.000 dollárt adományozott a Justice for Breonna Taylor Fund számára, majd megjelentette a "Like That" című videót, melyet feltöltött a SoundCloudra. 2020. június 24-én Doja az Instagramon több új dalt is bejelentett, melyek egy közelgő projekt keretében fognak megjelenni. A Doja által lejátszott dalok között szerepeltek olyan korábbi dalok, mint az "N***a's Ain't Shit" és az "Up & Down". Az együttműködést korábban Grande jelentette be, aki egy interjúban elmondt, hogy közös dalt jelentet meg Doja Cat-tel, mely 2020 elején jelenik meg.

## Viták
A 2018-ban megjelent "Mooo!" című dal miután megjelent vitát váltott ki a közösségi médiában, mikor a Twitteren homofób gyalázkodást használtak. Egy még 2015-ös tweet elevenítette fel ezt, amikor Doja Cat a "buzi" szót használta olyan művészek felé, mint Tyler the Creator, és Earl Sweatshirt, akik a zenei kollektíva, az Odd Future tagjai. Doja kezdetben védeni próbálta önmagát, azonban később azt mondta: "Pár embert hívtam buzinak, még akkor, amikor 2015-ben iskolába jártam. Ezt vagy tizenötezerszer kimondtam életemben. A buzizás azt jelenti, hogy utálod a melegeket? Nem hiszem, hogy én utálom a melegeket. A melegek rendben vannak." Ez a válasza még több ellenérzést váltott ki, köztük Debra Messing színésznő kritikus hozzászólását a Twitteren. Messing nyilatkozatában csalódást fejezett ki Doja-val kapcsolatban, melyre azt mondta, hogy a múlt tudatlanságának megvédése végett a jó hírnévre, és platformra használja fel saját magát. Doja azóta bocsánatot kért megalázó szavai miatt, és törölte Twitter bejegyzéseit.
2020 májusában megjelent újból a 2015-ös "Dindu Nuffin" című dal. A Dindu Nuffin egy jobboldali kifejezés, amelyet a rendőrség brutalitásának afrikai-amerikai áldozatainak nevetségessé tétele céljából állítanak ártatlanok. Doja bocsánatot kért azt állítva, hogy noha a dal célja a szó jelentésének megfordítása, ez rossz döntés volt tőle. Tagadta, hogy a dal válasz lett volna a rendőrség brutalitására, vagy Sandra Bland  halálára, mely számára a legszörnyűbb pletyka volt, mellyel valaha találkozott. Doja tagadta, hogy online rasszista beszélgetésekbe kezdett csevegőszobákban, kijelentve, hogy egy fehér szpermacista beszélgetés teljesen 100%-osan helytelen.

## Példaképei
Doja példaképei között említi Rihannát, és az amerikai D'Angelót. Doja kijelentette, hogy Beyoncé az egyik példaképe, akire felnéz karrierje során, aki számára erőt ad. Doja a japán kultúrát is megemlítette, mely ihletet ad számára.

## Magánélete
Doja Cat kijelentette, hogy mindkét nemhez vonzódik, férfiakhoz és nőkhöz egyaránt. "Szeretem a férfiak farkát, és ugyanígy a nők, hm, szóval szeretem azokat az embereket, akikkel tudok szexelni". "Bárkivel tudsz szexelni valahogy, igaz?". 2020 májusában az internalizált rasszizmus vádjára válaszul Doja Cat kijelentette, hogy fekete nőként azonosítja magát, és büszke dél-afrikai gyökereire.

## Diszkográfia
- Amala (2018)
- Hot Pink (2019)
- Planet Her (2021)
- Scarlet (2023)

## Díjak, és jelölések
| Egyesület               | Év   | Kategória                  | Munka / Dal | Eredmény |
| ----------------------- | ---- | -------------------------- | ----------- | -------- |
| BET Awards              | 2020 | Video of the Year          | "Say So"    | Függőben |
| BET Awards              | 2020 | Best Female Hip Hop Artist | Saját maga  | Függőben |
| MTV Europe Music Awards | 2020 | Best Push Act              | Saját maga  | Függőben |